# Nokia 6100
Le Nokia 6100 est un téléphone mobile Nokia qui était disponible de 2002 à 2005. Il a depuis été abandonné en faveur de modèles plus avancés. 

## Description
Le Nokia 6100 est le téléphone le plus léger jamais produit par Nokia avec un clavier complet de 12 touches : combiné avec sa batterie, il ne pèse que 76 grammes et mesure 102 × 44 × 13,5 mm.
Sa petite taille, comparée à celle des téléphones portables en général, peut le rendre difficile à utiliser pour des utilisateurs âgés ou aux grandes mains.
Le téléphone prend en charge les façades XPress-On et a été vendu en quatre couleurs différentes.
À l'instar de la plupart des téléphones de sa génération il est d'une grande robustesse, pouvant continuer à fonctionner après plusieurs chutes. Il a une autonomie réelle d'environ 13 jours (plus de 300 heures) en veille en GSM-900, avec sa batterie d'origine neuve (BL-4C : Li-Ion 760 mAh).
Le Nokia 6100 dispose d'un écran 128 × 128 650 couleurs. Ses fonctions comprennent la connectivité Internet via le GPRS, un calendrier et des sonneries polyphoniques. Il ne dispose pas d'appareil photo.
Il pourrait être considéré comme le véritable successeur du Nokia 8210 considérant sa conception et sa petite taille à plat.